# Beat (film, 2000)
Pour les articles homonymes, voir Beat.
Pour plus de détails, voir Fiche technique et Distribution.
Beat est un film dramatique et biographique américain réalisé par Gary Walkow et sorti en 2000.

## Synopsis
L'Amérique des années 1940. La société vit selon les lois du temps de guerre. Une bande de jeunes qui boit et vit durement compose des poèmes abstraits.
Les inconnus William Burroughs, Allen Ginsberg, Jack Kerouac et Lucien Carr deviennent bientôt les hérauts de l'ère légendaire des beatniks, qui vont bouleverser le monde avec leur philosophie de rebelles intellectuels.

## Fiche technique
- Titre original : Beat[1]
- Réalisation : Gary Walkow
- Scénario : Gary Walkow
- Photographie : Murray De Atley
- Montage : Harold White
- Décors : Erwin M. Brown
- Production : Paul Frees, Edward Heite
- Studio de production : Background Productions, Beat LLC, Martien Holdings A.V.V.
- Pays de production :  États-Unis
- Langue originale : anglais américain
- Format : couleurs - 1,85:1 - 35 mm
- Genre : film dramatique et biographique
- Durée : 89 minutes
- Dates de sortie :
  - États-Unis : 29 janvier 2000 (Festival de Sundance)

## Distribution
- Courtney Love : Joan Vollmer (en)
- Kiefer Sutherland : William S. Burroughs
- Norman Reedus : Lucien Carr
- Ron Livingston : Allen Ginsberg
- Daniel Martínez : Jack Kerouac
- Kyle Secor : David Kammerer
- Sam Trammell : Lee
- Lisa Sheridan : Sadie
- Patricia Llaca (es) : Mary